# Sypna aspersa
Sypna aspersa är en fjärilsart som beskrevs av Emilio Berio 1958. Sypna aspersa ingår i släktet Sypna och familjen nattflyn. Inga underarter finns listade i Catalogue of Life.